# Gestione a fabbisogno
La gestione a fabbisogno è una modalità di approvvigionamento dei materiali che tiene conto di una previsione della domanda, e non dei dati storici della domanda. 
Tale visione, secondo la quale si cerca di prevedere la domanda, è detta "Look ahead" e si contrappone alla "Look back", tipica del modello del punto di riordino che invece guarda ai dati storici della domanda.
Inoltre la gestione a fabbisogno risponde alla logica push, in quanto si produce non tenendo conto della domanda effettiva, bensì su modelli previsionali.